# Terlau (Ulmera)
Terlau ist eine osttimoresische Aldeia im Suco Ulmera (Verwaltungsamt Bazartete, Gemeinde Liquiçá). 2015 lebten in der Aldeia 114 Menschen.

## Geographie und Einrichtungen
Terlau liegt im Südosten des Sucos Ulmera. Nördlich liegt die Aldeia Tetsari und westlich die Aldeia Ermeta. Im Osten grenzt Terlau an den Suco Tibar und im Süden an die Sucos Taraco und Liho (Verwaltungsamt Railaco, Gemeinde Ermera). Der Fluss Mata Hare, ein Nebenfluss des Rio Comoro, bildet die Südgrenze.
Im Dorf Nasuto treffen im Norden Terlaus Überlandstraßen aus Fahilebo, Tibar und Liho aufeinander. An der Straße nach Liho, die quer durch die ganze Aldeia verläuft, liegt das Dorf Pilaparia. Hier befindet sich eine Grundschule.

## Politik
2023 wurde Adelino Ribeiro zum Chefe de Aldeia gewählt.